# 観音寺駅 (香川県)
観音寺駅（かんおんじえき）は、香川県観音寺市栄町にある、四国旅客鉄道（JR四国）予讃線の駅である。
駅番号はY19で、駅名標のコメントは「砂浜に銭形のある駅」。JR四国のICOCA使用可能エリア西端駅であり、当駅より先ではICOCAなどの交通系ICカードが利用できない。

## 歴史
- 1913年（大正2年）12月20日：開業[2]。
- 1963年（昭和38年）8月：現駅舎に改築[3]。
- 1983年（昭和58年）10月16日：100 kmまでの近距離乗車券、急行券、自由席特急券、入場券を発券できる自動券売機が設置され、使用開始[4]。
- 1984年（昭和59年）2月1日：貨物取扱廃止[2]。
- 1986年（昭和61年）11月1日：新聞紙を除く荷物扱い廃止[2]。
- 1987年（昭和62年）4月1日：国鉄分割民営化に伴い、JR四国の駅となる[2]。
- 2020年（令和2年）3月14日：ICOCAの利用が可能となる[5][6]。ICカード専用簡易改札機で対応。
- 2022年（令和4年）12月28日：この日をもって、「観音寺駅ワーププラザ」の営業を終了[7]。

## 駅構造
1面2線の島式ホームを、2面2線の相対式ホームが挟み込んだ3面4線。JR西日本の城崎温泉駅に似た配線となっている。
駅舎は駅の北側にあり、入口から改札口にかけてのスペースは待合室となっている。みどりの窓口のほか、指定席券売機と近距離用の自動券売機が1機ずつ置かれている。また、待合室に隣接して四国キヨスク運営の「おみやげどころ観音寺店」がある。なお、「おみやげどころ」は以前は駅売店としての「BIG KIOSK」として営業していたが、四国キヨスク運営店舗の「セブン-イレブンKIOSK」転換に際し、当駅では2017年8月に駅構内から駅建屋の隣接地に通常のセブン-イレブン店舗同様の店舗建屋を新築して移転させたため、跡地を四国キヨスクによる土産販売に特化した「おみやげどころ」に業態転換した。
改札口に隣接して1番線があり、他のホームへは松山方にある地下道で連絡している。このため、特急列車の多くは上下線とも1番線に停車し、早朝の一部のみ3番線を使用する。
普通列車は大半が当駅を境に運転系統が分断されているが、中央の島式ホーム（2・3番線）を使って対面乗り換えが可能な場合が多い。
現1番線はもともと回送用の線路で、さらに留置線も備えており、現2番線から4番線がそれぞれ1番線から3番線であった。その後、駅入換要員の無配置化により留置線を廃し、現1番線を客扱いを行うホームとした。現在は1、2、4番線を夜間滞泊に利用している。
駅舎上には、市内の三架橋をモチーフにしている3連アーチのモニュメントがある。

### のりば
| のりば     | 路線    | 方向 | 行先                               | 備考                |
| ---------- | ------- | ---- | ---------------------------------- | ------------------- |
| 1・2・3・4 | ■予讃線 | 上り | 多度津・高松・岡山方面             | 特急は主に1番のりば |
| 1・2・3・4 | ■予讃線 | 下り | 新居浜・伊予西条・松山・宇和島方面 | 特急は主に1番のりば |

駅舎内（2021年3月）
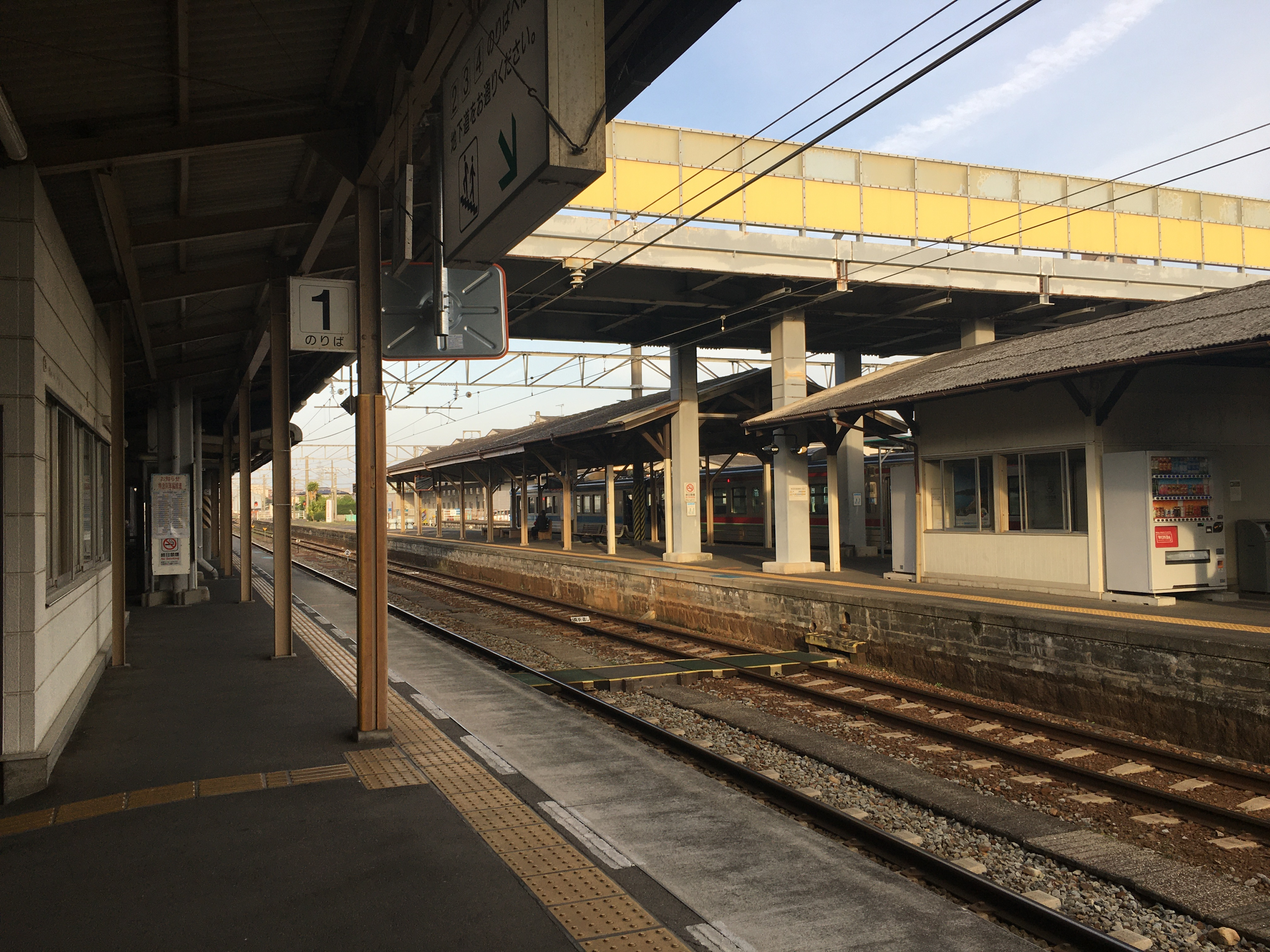
ホーム（2021年3月）

## 利用状況
1日平均の乗車人員は以下の通り。
| 年度   | 1日平均 乗車人員 |
| ------ | ---------------- |
| 2008年 | 1,778            |
| 2009年 | 1,635            |
| 2010年 | 1,569            |
| 2011年 | 1,511            |
| 2012年 | 1,495            |
| 2013年 | 1,515            |
| 2014年 | 1,539            |
| 2015年 | 1,559            |
| 2016年 | 1,570            |
| 2017年 | 1,535            |
| 2018年 | 1,555            |
| 2019年 | 1,609            |
| 2020年 | 1,287            |
| 2021年 | 1,247            |
| 2022年 | 1,388            |

## 駅周辺
公共施設
- 観音寺市役所
- 観音寺市民会館（ハイスタッフホール）
- 観音寺市立中央図書館
- 香川県立観音寺総合高等学校
- 香川県立観音寺第一高等学校
- 観音寺市立観音寺小学校
- 観音寺市立中部中学校
- 観音寺市立観音寺幼稚園
- 香川県観音寺警察署
- 観音寺警察署観音寺駅前交番
- 香川県三豊合同庁舎
- 高松法務局観音寺支局
- 高松地方裁判所観音寺支部
- 高松家庭裁判所観音寺支部
- 観音寺簡易裁判所
- ハローワーク観音寺

企業
- ジェイアール四国バス高松支店観音寺営業所
- 観音寺信用金庫本店
- 中国銀行 観音寺支店
- JA香川県観音寺町支店
- 香川県信用組合 観音寺支店
- 大阪大学微生物病研究所観音寺研究所 - 日本で4箇所しかないインフルエンザワクチンの製造工場がある。

店舗
- 観音寺郵便局
- 三越観音寺
- イオンタウン観音寺ショッピングセンター
- マルナカ 観音寺店
- 西村ジョイ 観音寺店
- フレッシュショップトマト観音寺店
- ダイレックス 観音寺店
- ケーズデンキ 観音寺店

観光施設
- 大正橋プラザ（観音寺市観光協会による観光案内所）
- ホテルサニーイン
- 観音寺グランドホテル
- ハイパーイン観音寺駅前
- ファミリーロッジ旅籠屋讃岐観音寺店
- 琴弾公園
  - 琴弾八幡宮（新四国曼荼羅霊場23番札所・さぬき十五社14番札所)
  - 観音寺（四国八十八ヶ所69番札所）
  - 神恵院（四国八十八ヶ所68番札所）
  - 道の駅ことひき
  - 世界のコイン館
  - 有明浜海水浴場
  - 銭形砂絵

その他
- サテライト観音寺
- 香川県道49号観音寺善通寺線
- 香川県道239号観音寺港観音寺停車場線
- 香川県道240号粟井観音寺線
- 香川県道237号黒渕本大線
- 徳島県道・香川県道6号込野観音寺線
- 香川県道・徳島県道8号観音寺佐野線
- 香川県道21号丸亀詫間豊浜線

## バス路線
コミュニティバス・高速バスとも駅舎を出て左手ののりばから発着する。
- コミュニティバス
  - 観音寺市のりあいバス（市内循環線・粟井姫浜線・五郷高室線・箕浦観音寺線）
  - 三豊市コミュニティバス（高瀬観音寺線・仁尾線・財田観音寺線）

- 高速バス
  - 観音寺エクスプレス（三宮・大阪・なんば・USJ方面）

市内を走るコミュニティバスは基本的に休日運休で、休日に郊外へ向かうための公共交通機関はタクシーのみである。ただし、駅近くにある大正橋プラザ（観光案内所）でレンタサイクルのサービスを行っている（木曜日定休）。

## 隣の駅
四国旅客鉄道（JR四国）
■予讃線
- 特急「しおかぜ」「いしづち」「モーニングEXP高松」、臨時寝台特急「サンライズ瀬戸」停車駅

■快速「サンポート」・■普通
本山駅 (Y18) - 観音寺駅 (Y19) - 豊浜駅 (Y20)
※「サンライズ瀬戸」は、松山まで乗り入れる多客期の延長運転時のみ経由。その他の日は、通年停車する坂出駅まで出る必要がある。